# Rue du Cherche-Midi
Die Rue du Cherche-Midi ist eine Straße auf der Rive Gauche von Paris. Fast ihr gesamter Verlauf liegt innerhalb des Quartier Notre-Dame-des-Champs des 6. Arrondissements. Nur der äußerste südliche Abschnitt ihres Verlaufs, südlich des Boulevard du Montparnasse, liegt im Quartier Necker des 15. Arrondissements.

## Situation und Erreichbarkeit
Die Rue du Cherche-Midi hat eine Länge von fast 1,2 Kilometern. Sie beginnt, wie die Rue de Sèvres, an der Place Michel-Debré und verläuft – in einem stetig zunehmenden Abstand – südöstlich der Rue de Sèvres bis zur Place Camille-Claudel. Sie überquert in ihrem Verlauf zwei große Kreuzungen, die mit dem Boulevard Raspail und die mit dem Boulevard du Montparnasse. Am Ende ihres Verlaufs, an der Place Camille-Claudel, trifft sie auf die Rue de Vaugirard.
Sie ist mit den folgenden öffentlichen Verkehrsmitteln zu erreichen:
- Unweit ihres Beginns an der Place Michel-Debré liegt die Métrostation Saint-Sulpice (Linie 4) und direkt an ihrem Ende, an der Place Camille-Claude, liegt die Station Falguière (Linie 12).

Für den Autoverkehr ist die Rue du Cherche-Midi eine Einbahnstraße von der Place Michel Debré in südliche Richtung, von der Place Camille-Claudel in nördliche Richtung – jeweils bis zum Boulevard du Montparnasse.

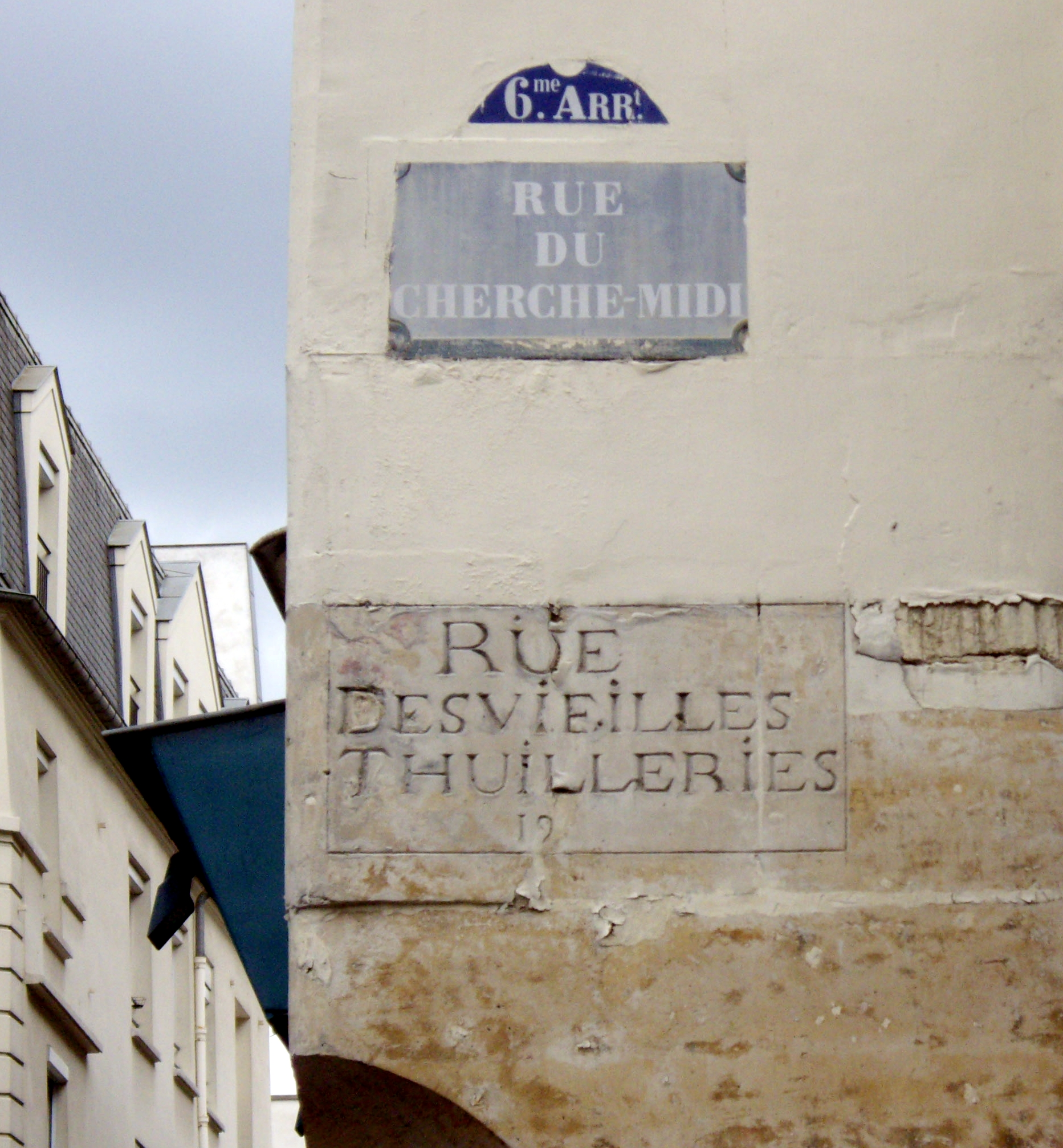
Erhalten gebliebene Inschrift eines der alten Straßennamen.

## Herkunft des Namens
Die exakte Herkunft des Namens (französisch: „chercher midi“, deutsch: „Mittag suchen“) ist nicht gesichert. Er geht eventuell ursprünglich zurück auf eine Sonnenuhr, die an einer Hauswand angebracht war. Das Motiv, die Mittagszeit astronomisch zu bestimmen, ist auch dargestellt auf einem Relief, das noch heute an einer Hauswand (Haus Nr. 19, siehe unten) angebracht ist. – Per Dekret aus dem Jahr 1832 wurden die damals aneinander anschließenden Straßen Rue des Vieilles-Thuilleries, Rue du Petit-Vaugirard und Rue du Cherche-Midi unter dem heutigen Namen für den gesamten Verlauf zusammengefasst.

## Einige bedeutende Gebäude und Statuen
- Gegenüber Nr. 1: Hier (am südlichen Ende der Place Michel-Debré, wo auch – westlich – die Rue de Sèvres beginnt) steht die Skulptur Le Centaure – Hommage à Picasso des Bildhauers César Baldaccini.[3]
- Place Alphonse-Deville (direkt an die Rue du Cherche-Midi angrenzend, vor der Kreuzung mit dem Boulevard Raspail): Hier steht die François Mauriac-Skulptur von Haïm Kern.[4]
- Kreuzung mit Boulevard Raspail: An der Stelle, wo heute der Hauptsitz der École des hautes études en sciences sociales ist, befand sich bis zu dessen Abriss 1966 das Cherche-Midi-Gefängnis.

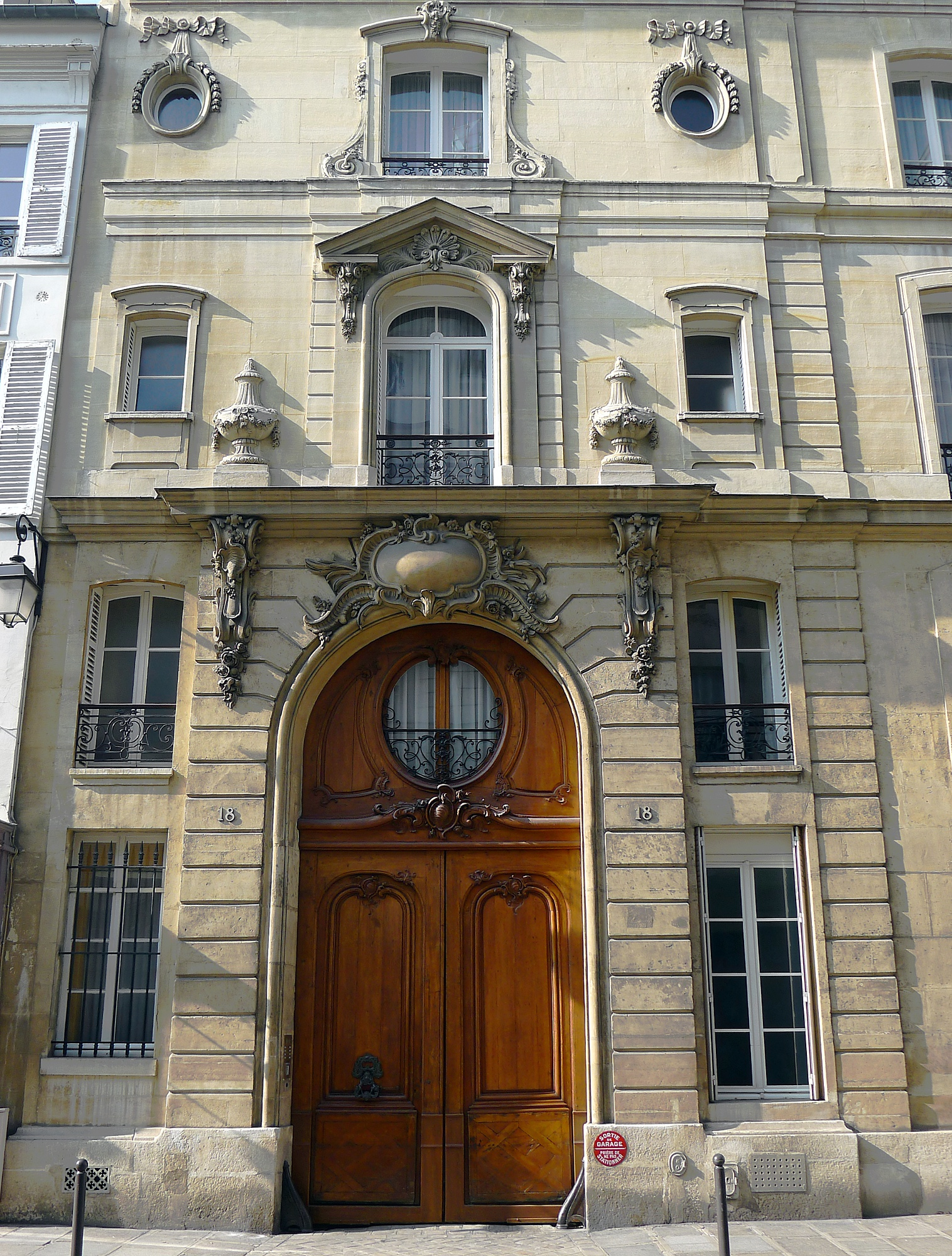
Nr. 18: Hôtel de Marsilly
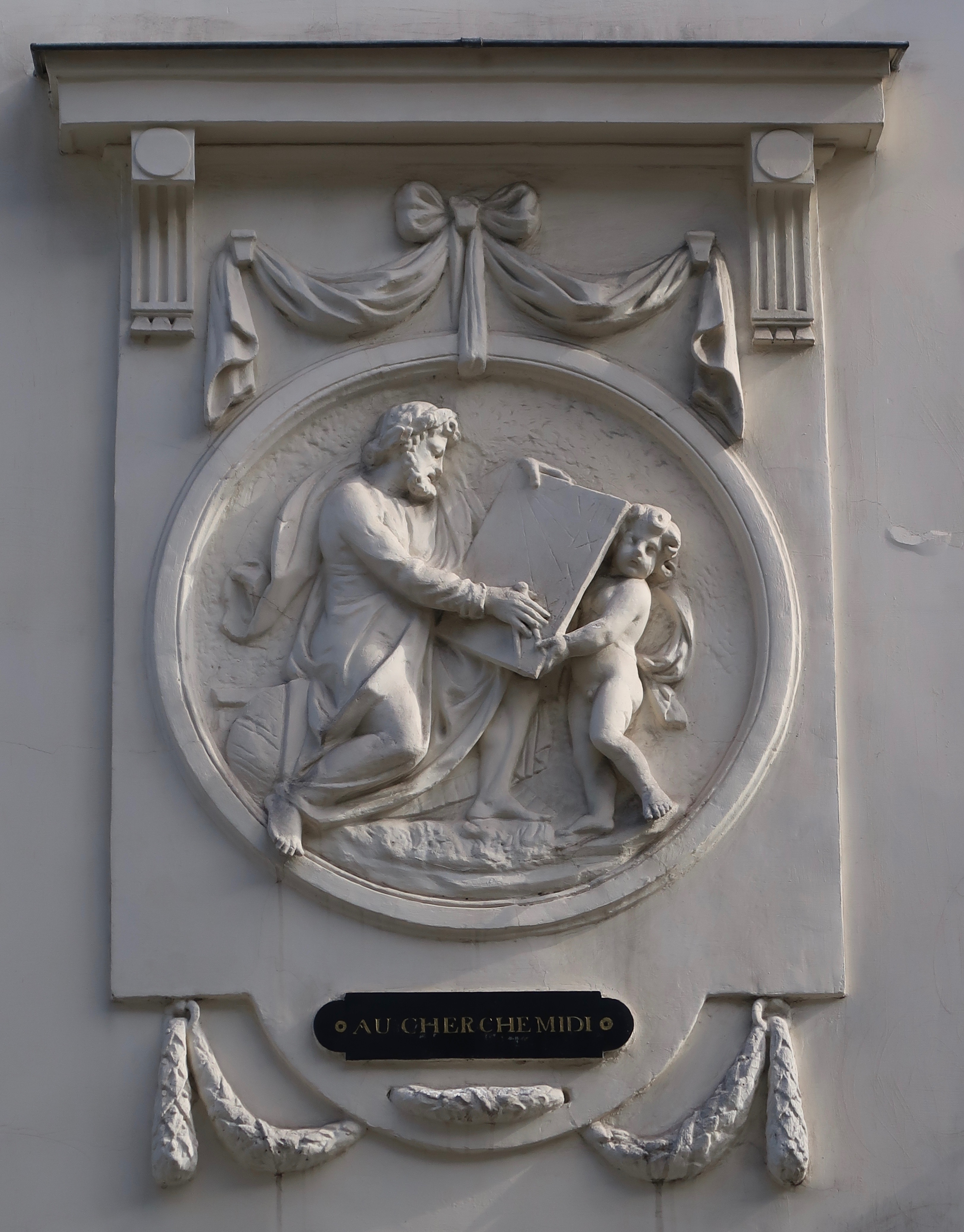
Nr. 19: Relief-Darstellung eines Astronomen
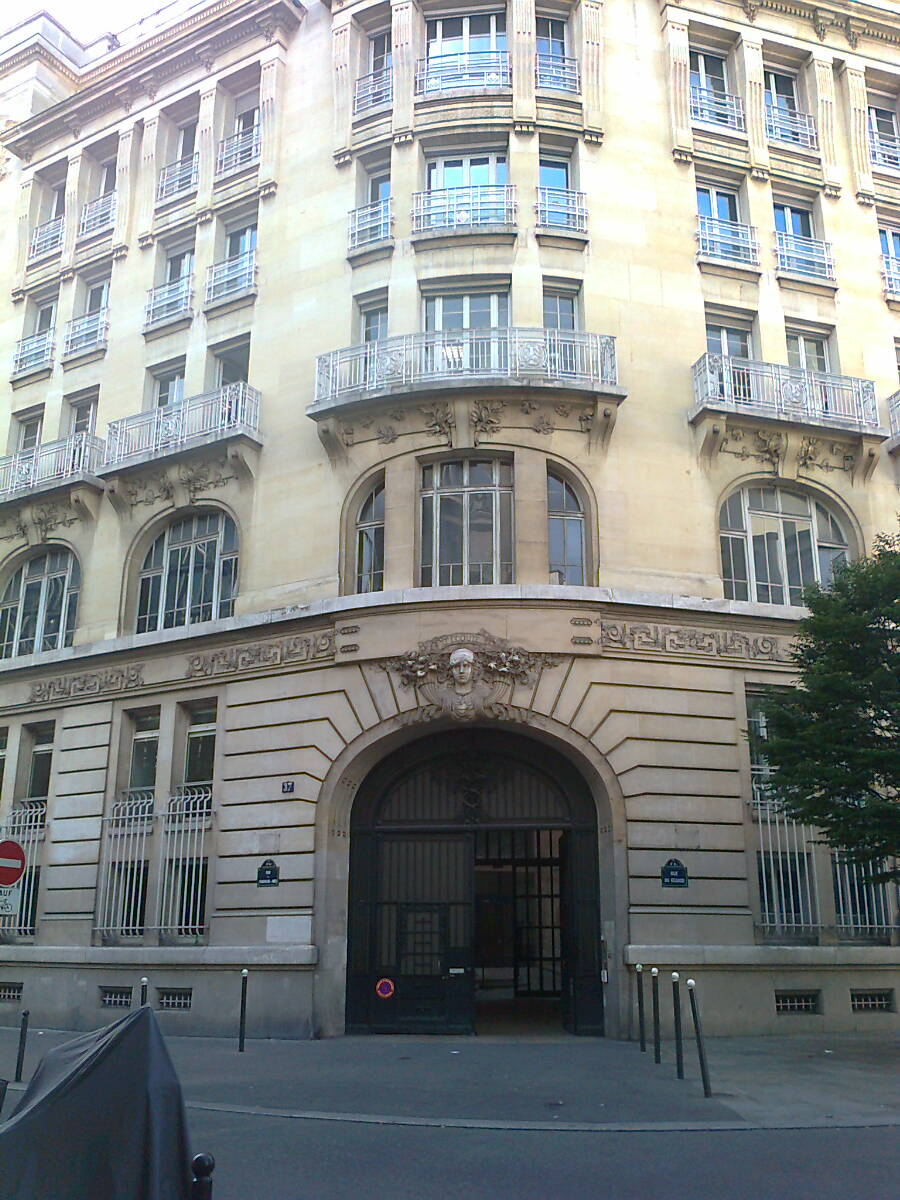
Rue du Cherche Midi / Rue du Regard: Die ehemalige „Central téléphonique Littré“ (Telefonzentrale)
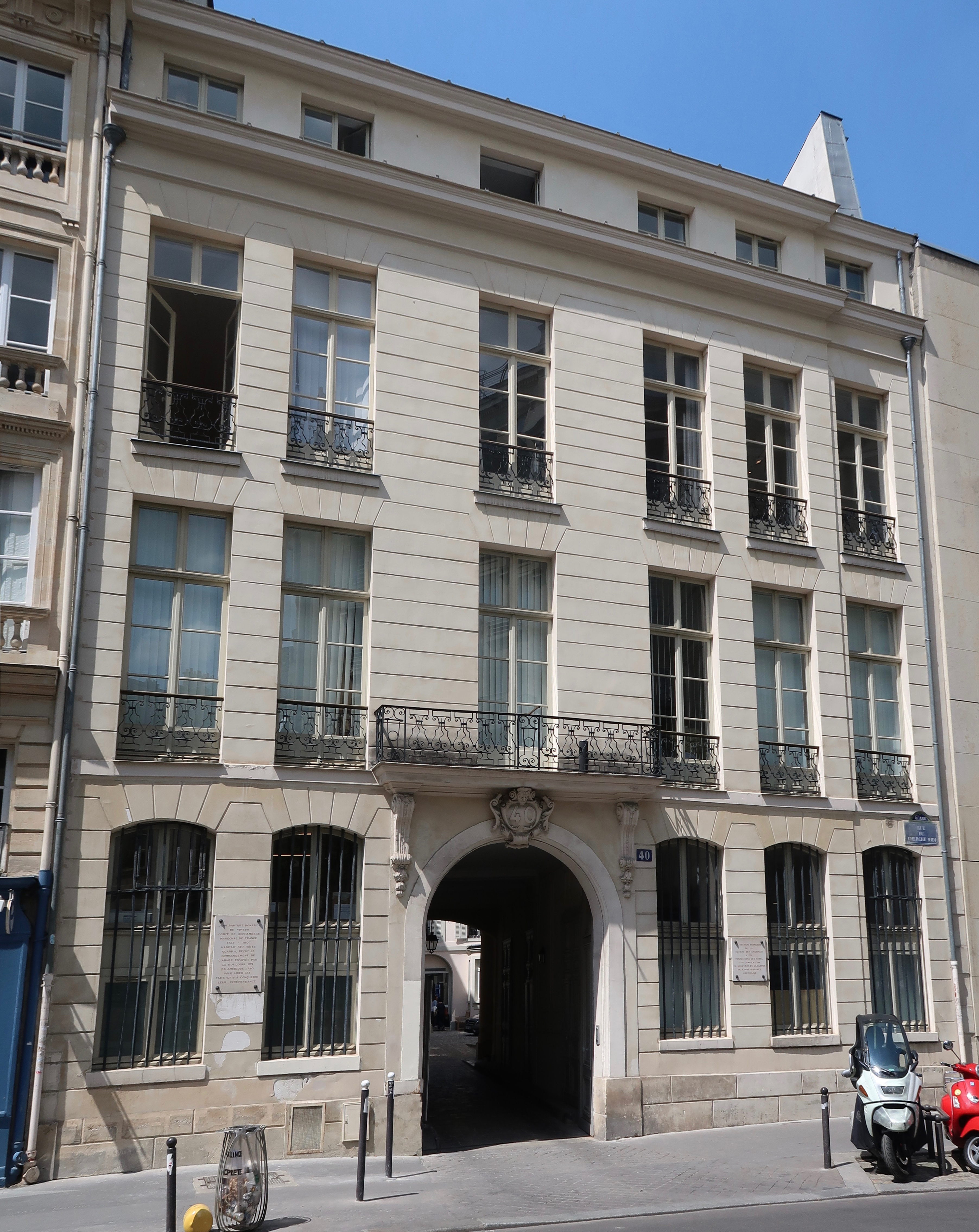
Nr. 40: Hôtel de Rochambeau
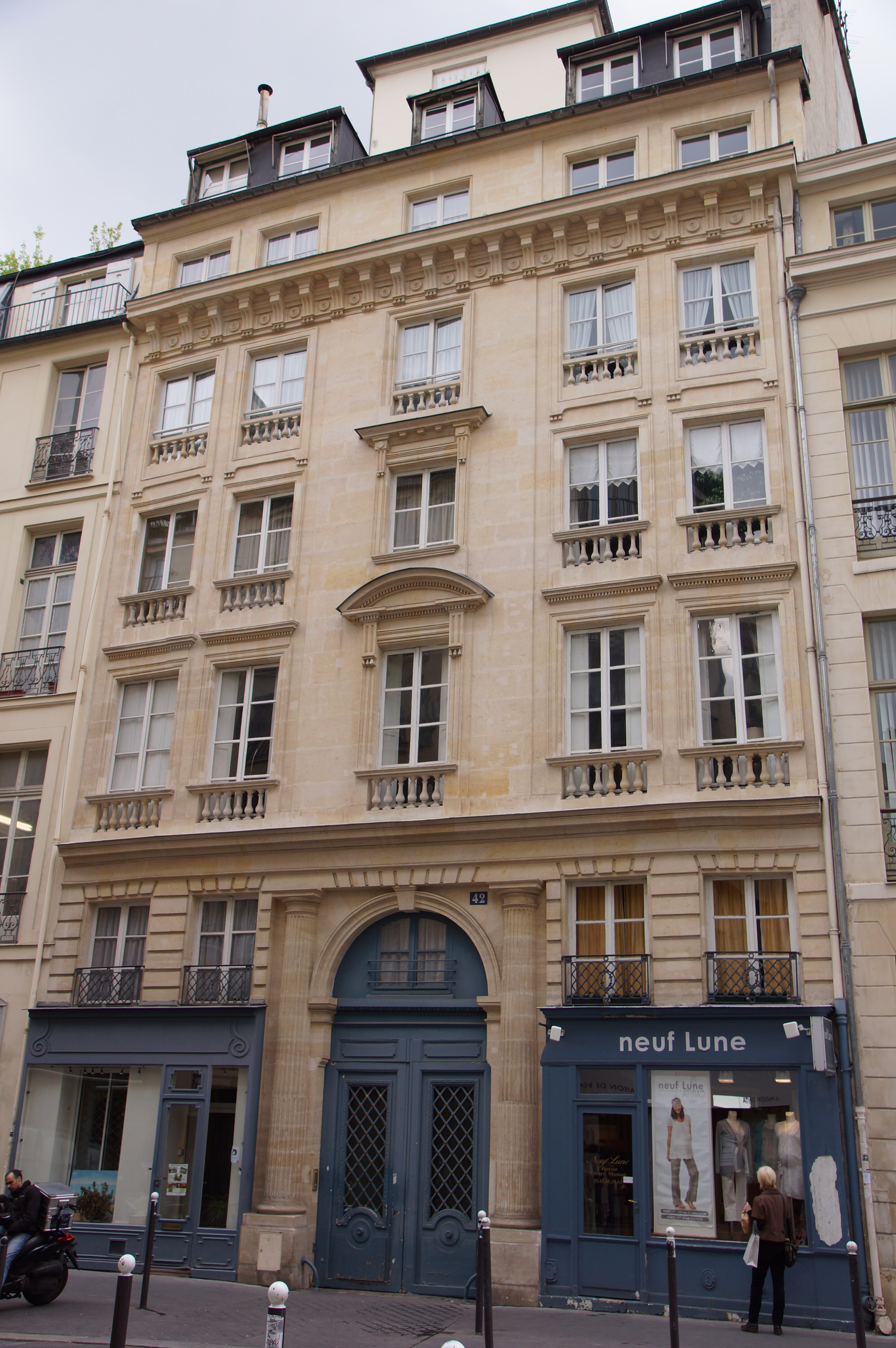
Nr. 42: Hôtel du Docteur Coste
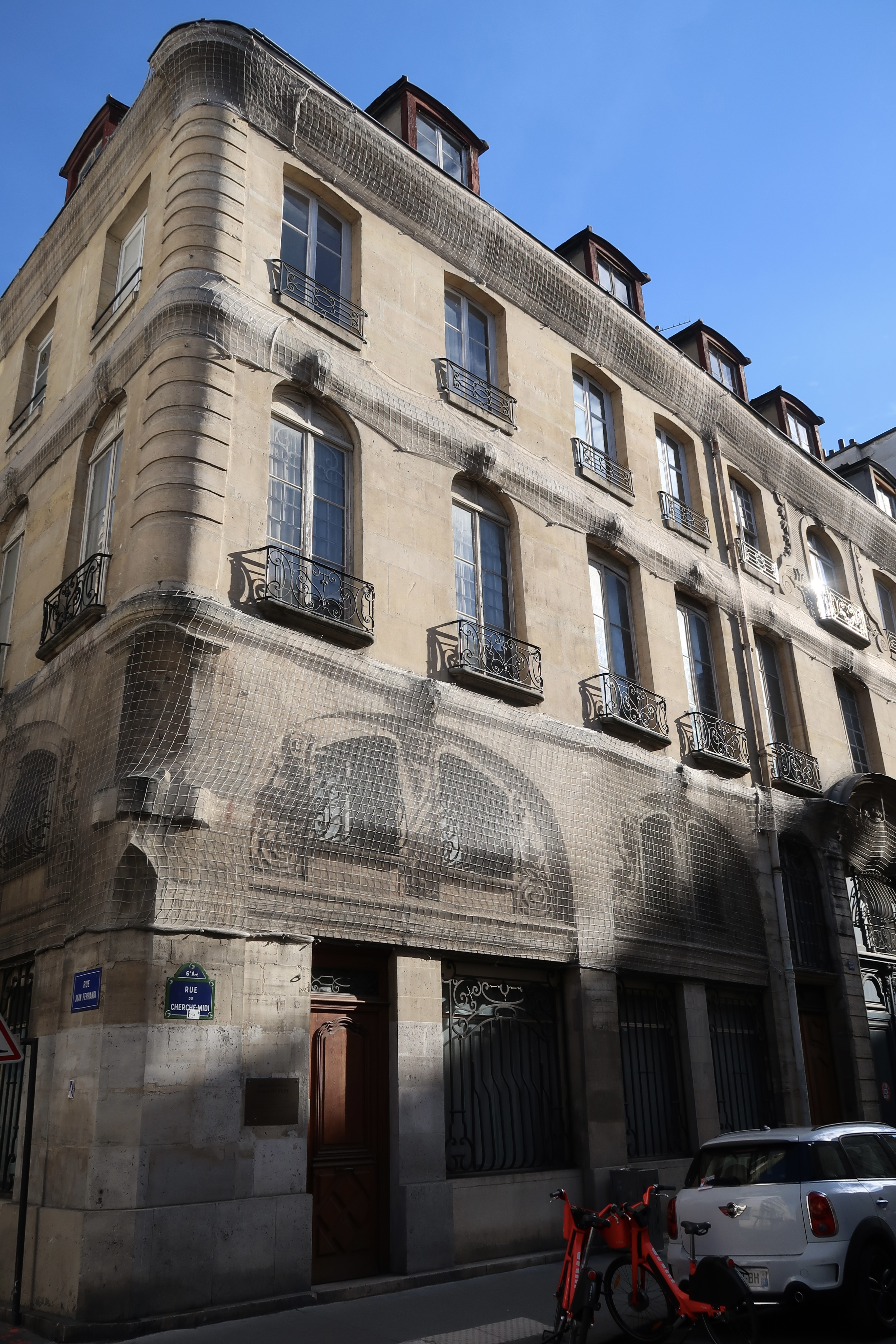
Nr. 85: Musée Hébert (Paris)
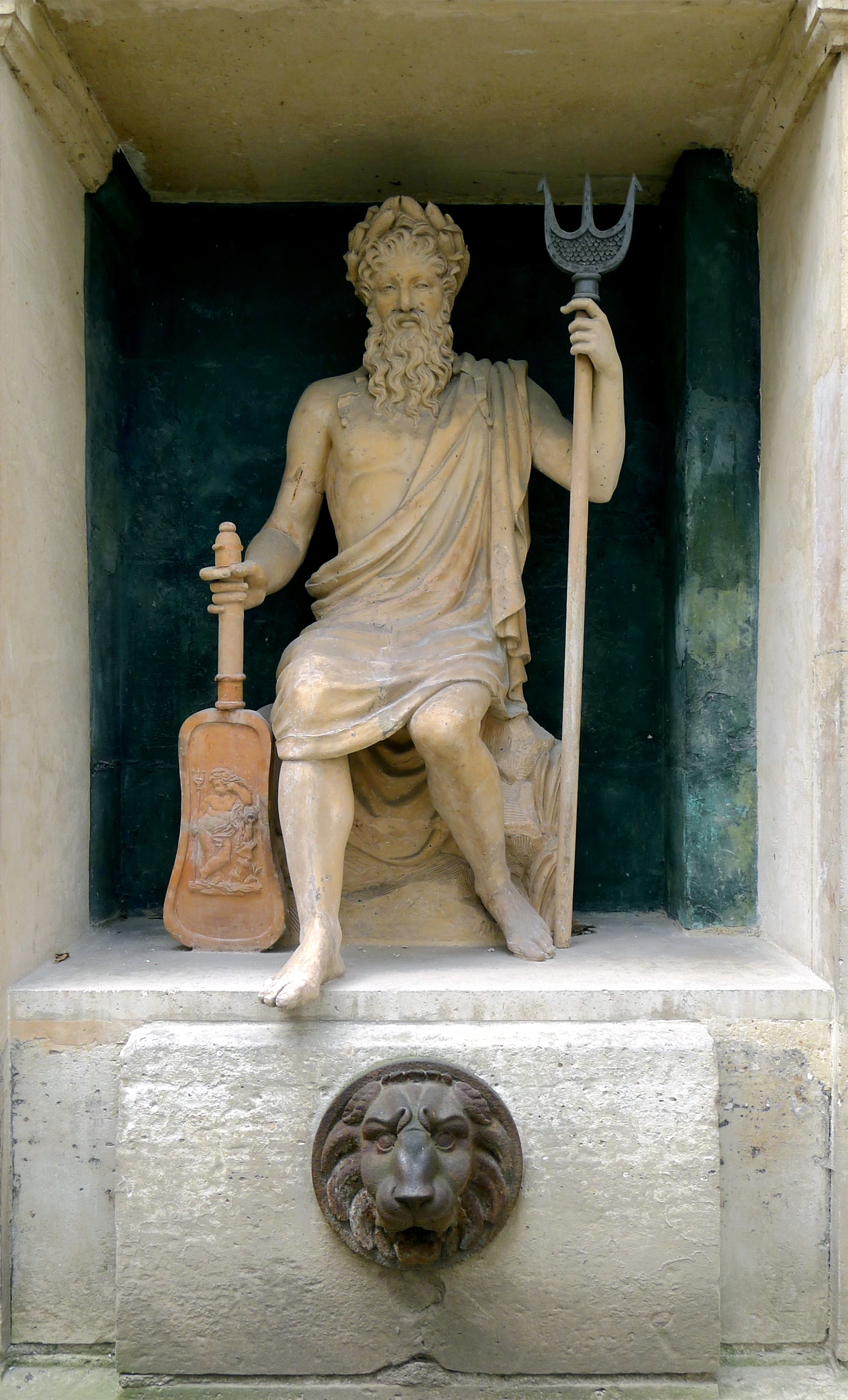
Innenhof der Nr. 86: Fontaine de Neptune (Neptun-Brunnen)
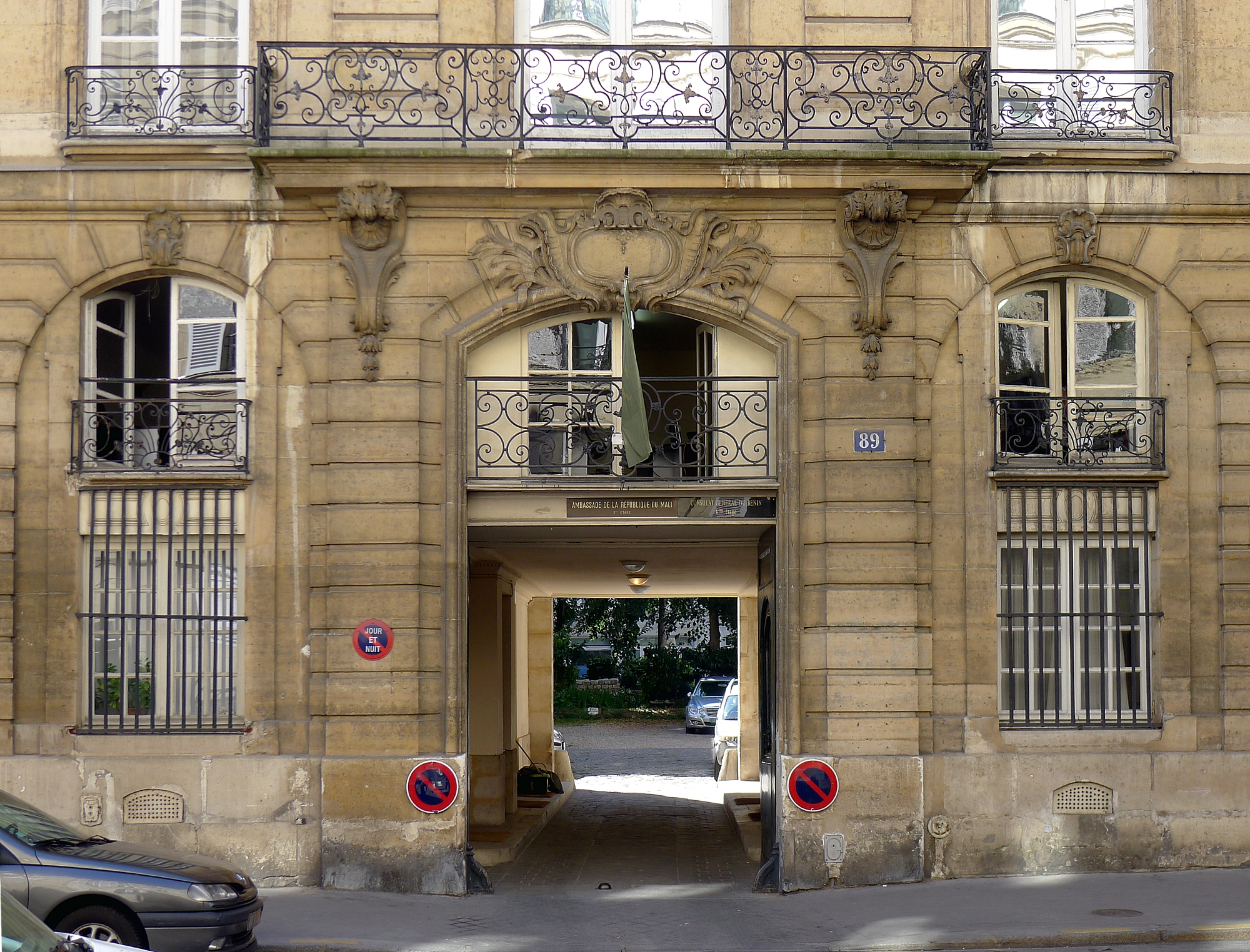
Nr. 89: Hôtel de Montmorency-Bours
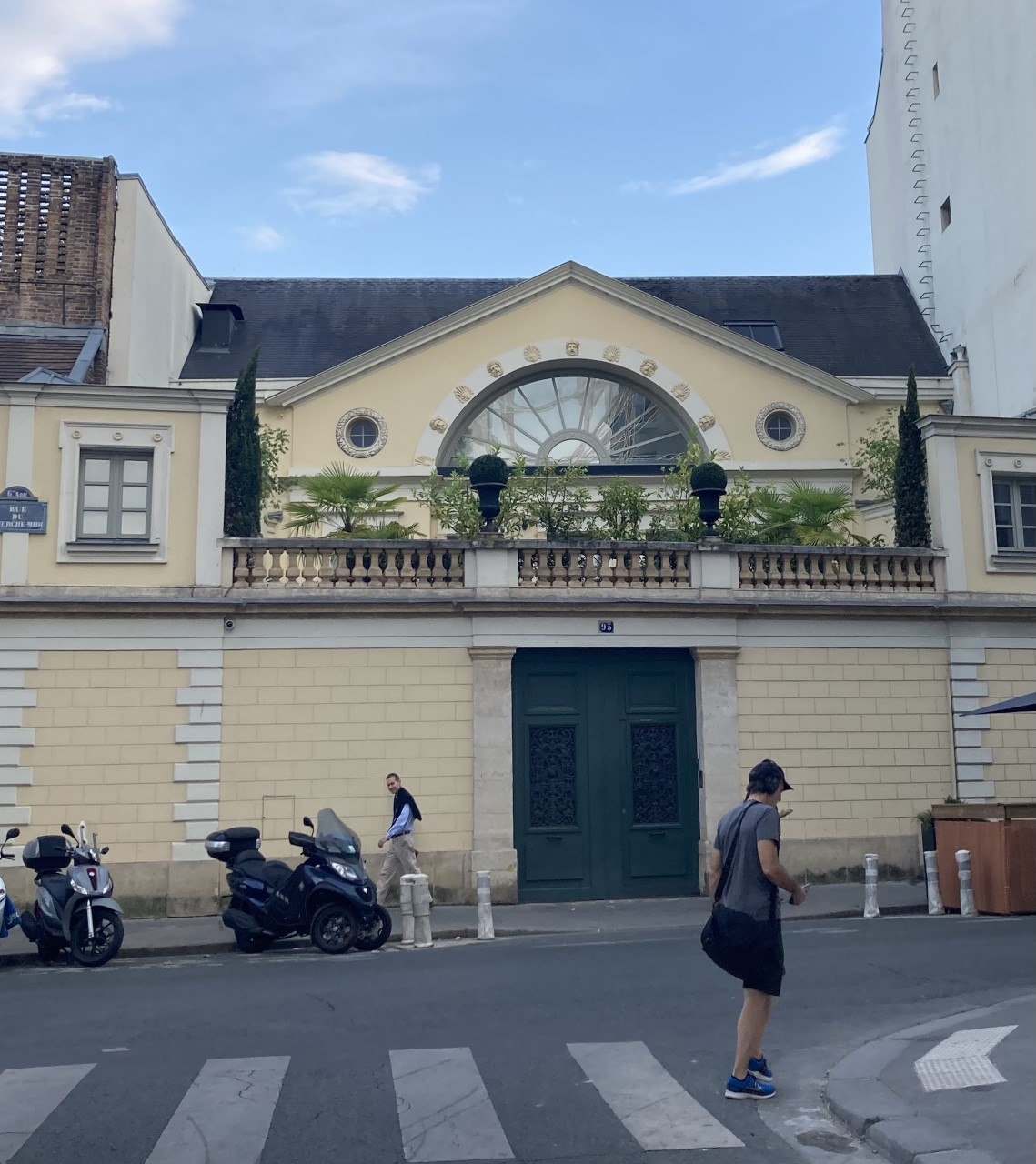
Nr. 95: Hôtel de Chambon

## Einige ehemalige Bewohner

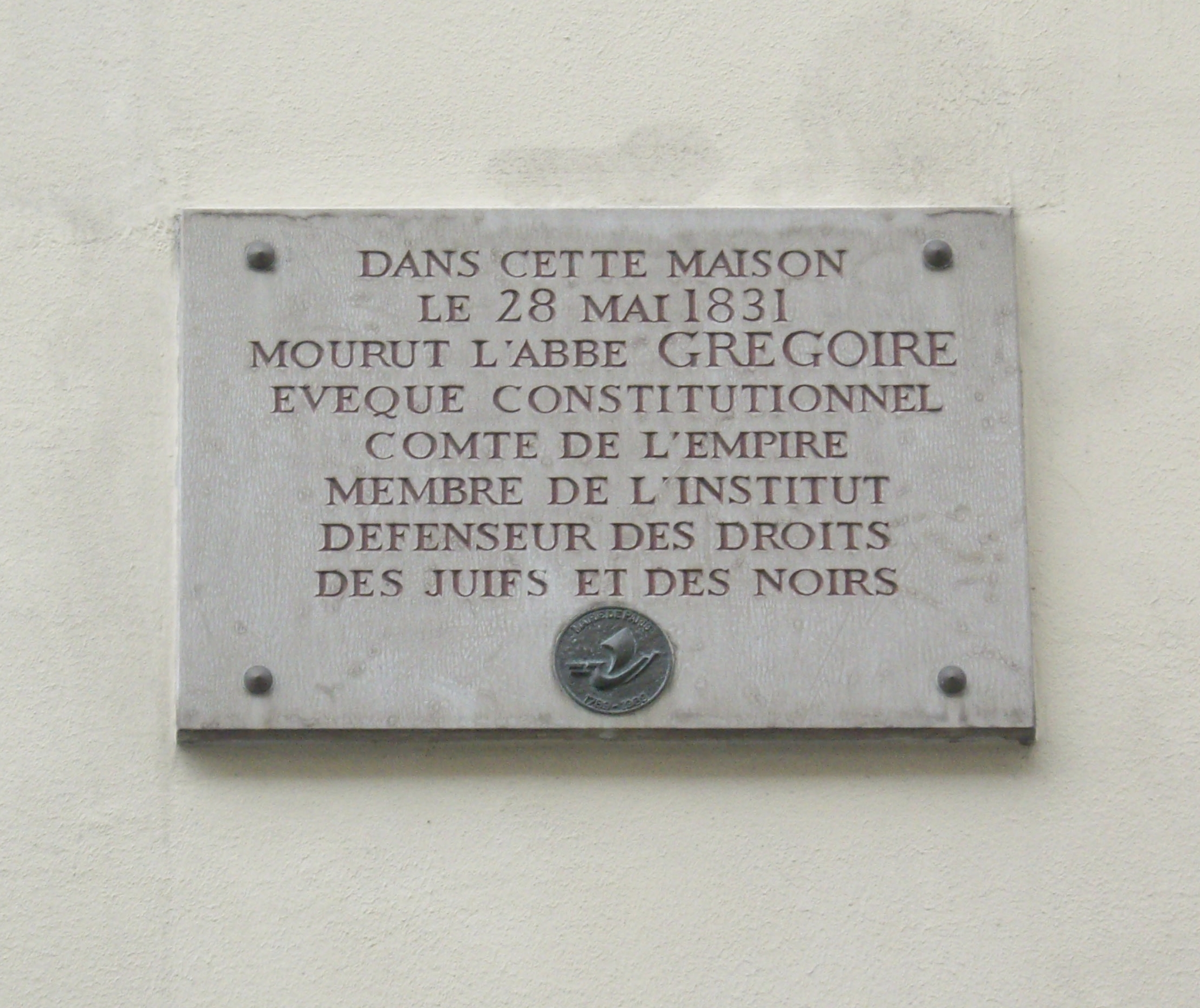
Nr. 44: Hier starb im Jahr 1831 der Geistliche Abbé Grégoire
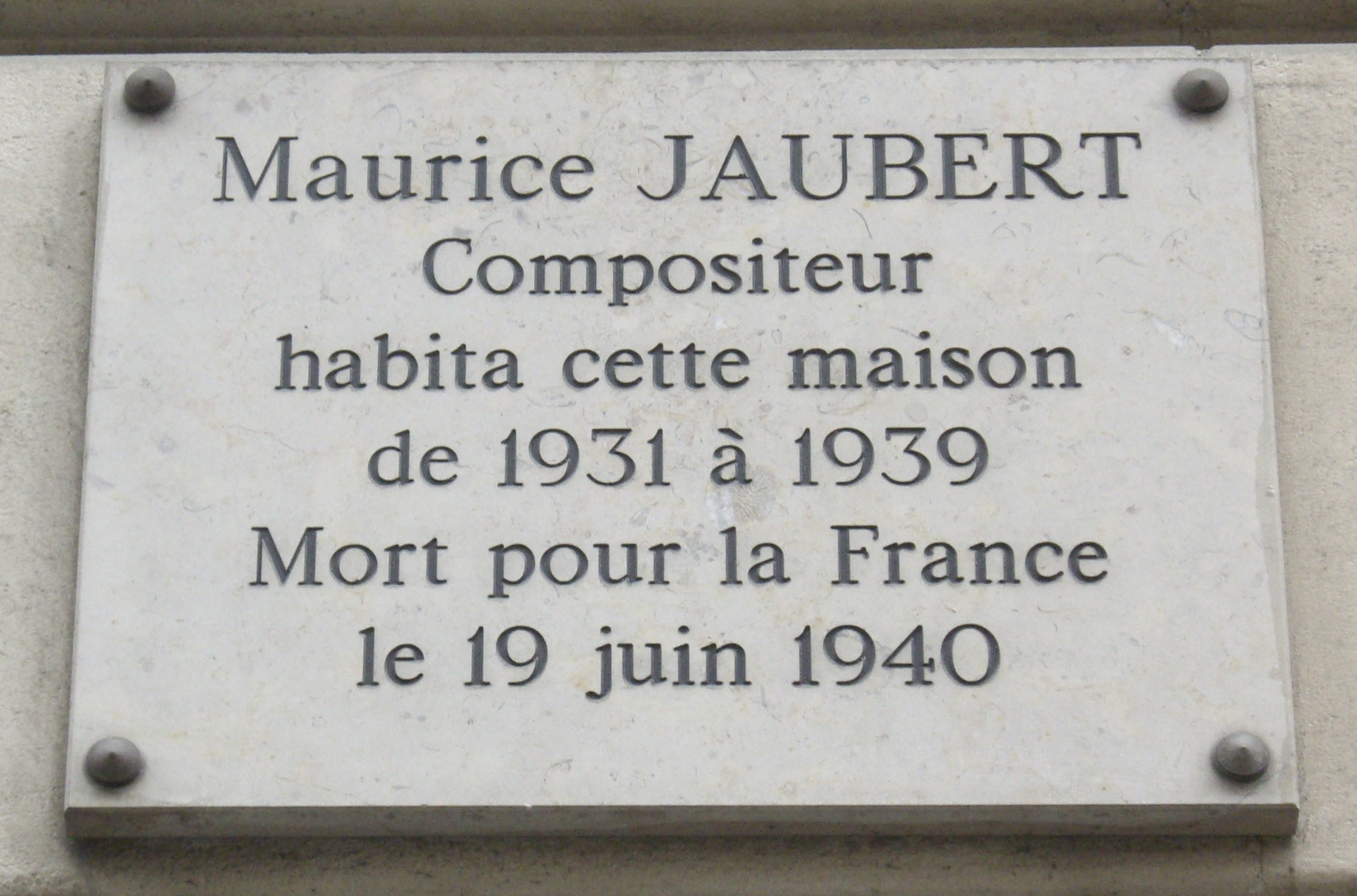
Nr. 98: Hier wohnte von 1931 bis 1939 der Komponist Maurice Jaubert.
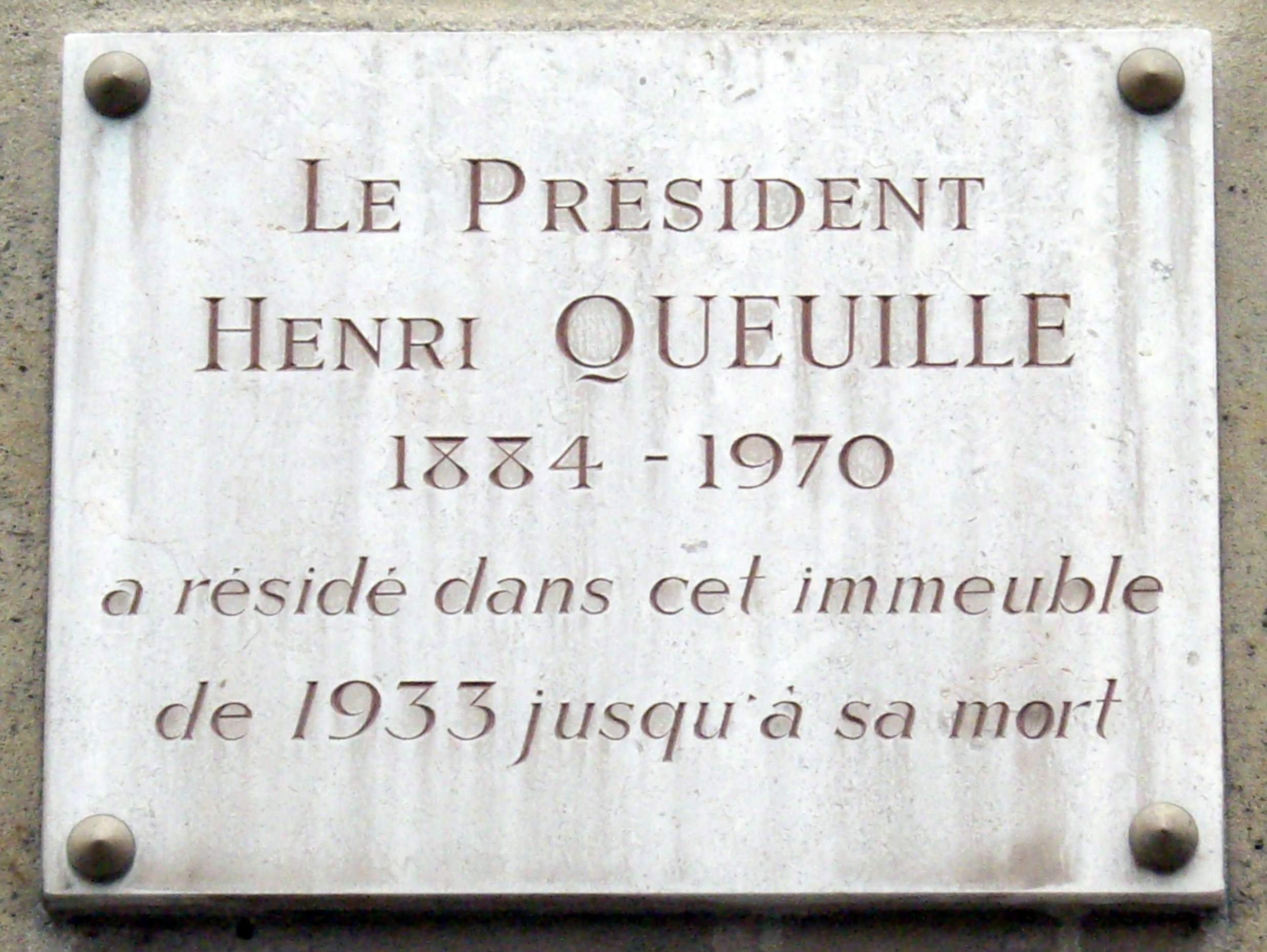
Nr. 100: Hier wohnte von 1933 bis zu seinem Tod 1970 der mehrmalige französische Ministerpräsident Henri Queuille.